# Rhizamoeba
Rhizamoeba – rodzaj ameb należących do supergrupy Amoebozoa w klasyfikacji Cavaliera-Smitha.
Należą tutaj następujące gatunki:
- Rhizamoeba australiensis (Chakraborty et Pussard, 1985) Page, 1988[3]
- Rhizamoeba flabellata (Goodey, 1914) Cann, 1984[3]
- Rhizamoeba polyura Page, 1972[1]
- Rhizamoeba saxonica Page, 1974[1]